# Нова-Миланезе
Но́ва-Милане́зе (итал. Nova Milanese) — город в Италии, в провинции Монца-э-Брианца области Ломбардия.
Население составляет 23 514 человек (на 2018), плотность населения составляет 4 019,49 чел./км². Занимает площадь 5,85 км². Почтовый индекс — 20054. Телефонный код — 0362.
Покровителем коммуны почитается святой Антоний Апамейский, празднование в третье воскресение сентября.